# Palpomyia aquilotibialis
Palpomyia aquilotibialis är en tvåvingeart som beskrevs av Art Borkent 1997. Palpomyia aquilotibialis ingår i släktet Palpomyia och familjen svidknott. Inga underarter finns listade i Catalogue of Life.